# La Roche-des-Arnauds
La Roche-des-Arnauds è un comune francese di 1 416 abitanti situato nel dipartimento delle Alte Alpi della regione della Provenza-Alpi-Costa Azzurra.

## Società

### Evoluzione demografica
Abitanti censiti